# Показовое (Полтавская область)
Показо́вое (укр. Показове) — село,
Дибровский сельский совет,
Миргородский район,
Полтавская область,
Украина.
Код КОАТУУ — 5323281806. Население по переписи 2001 года составляло 172 человека.

## Географическое положение
Село Показовое находится на расстоянии в 0,5 км от села Столбино и в 2,5 км от села Глубокое.
По селу протекает пересыхающий ручей с запрудой.

## Экономика
- Молочно-товарная ферма.